# クカーキン (小惑星)
クカーキン (1954 Kukarkin) は小惑星帯に位置する小惑星。
1952年8月、ソビエト連邦の天文学者ペラゲーヤ・シャインが、クリミア半島のシメイズ天文台で発見した。

## 名称
ソビエト連邦の天文学者ボリス・クカーキン（1909年 - 1977年）をしのんで名付けられた。クカーキンは、長年にわたってモスクワ大学の教授を務めた変光星と恒星系の専門家であり、『変光星総合カタログ』の編者の一人である。また、ソビエト科学アカデミー天文委員会副委員長、国際天文学連合（IAU）副会長や第27委員会委員長など天文学界の要職を務めた。
この命名は1980年6月の小惑星回報で公表された。なおこれと同時に、シメイズ天文台で発見された小惑星に対して、ソ連の物故した天文学者に因んだ (1783) アルビツキー、(1984) フェディンスキー、(1987) カプラン、(2108) オットー・シュミット、(2126) ゲラシモヴィッチ の命名が行われている。